# Marcia Romano
Marcia Romano (Buenos Aires, 12 de juliol de 1971) és una guionista i directora de cinema francesa.

## Biografia
Va néixer a l'Argentina en 1971 i viu a França des de fins de la dècada de 1970. Va estudiar cinema en la Universitat de París-VIII, després en La Fémis en el departament de guió, treballant posteriorment en curtmetratges i llargmetratges, com a coguionista o col·laboradora en el guió. En particular, va treballar en aquest lloc amb Xavier Giannoli o François Ozon .
Entre el 3 i el 12 de setembre de 2021 va ser membre del jurat de la 47a edició del Festival de Cinema Estatunidenc de Deauville, presidida per Charlotte Gainsbourg.

## Filmografia

### Com a guionista
- 2001 : Sous le sable de François Ozon (col·laboradora en el guió)
- 2001 : Candidature d'Emmanuel Bourdieu (coguionista)
- 2003 : Vert paradis d'Emmanuel Bourdieu (coguionista)
- 2005 : L'École pour tous d'Éric Rochant (coguionista)
- 2006 : Les Amitiés maléfiques d'Emmanuel Bourdieu (coguionista)
- 2007 : Le monde est petit d'Aliou Sow (col·laboradora en el guió)
- 2008 : La Grande Vie d'Emmanuel Salinger (col·laboradora en el guió)
- 2009 : À l'origine de Xavier Giannoli (col·laboradora en el guió)
- 2009 : L'Absente de Ruben Amar (col·laboradora en el guió)
- 2010 : Belle Épine de Rebecca Zlotowski (col·laboradora en el guió)
- 2011 : Pourquoi tu pleures ? de Katia Lewkowicz (col·laboradora en el guió)
- 2012 : Superstar de Xavier Giannoli (col·laboradora en el guió)
- 2013 : Drumont, histoire d'un antisémite français d'Emmanuel Bourdieu, telefilm
- 2014 : La Tête haute d'Emmanuelle Bercot (coguionista)
- 2015 : Marguerite de Xavier Giannoli (coguionista)
- 2015 : Keeper de Guillaume Senez (col·laboració en el guió)
- 2015 : Par accident de Camille Fontaine (coguionista)
- 2016 : Louis-Ferdinand Céline d'Emmanuel Bourdieu (guionista)
- 2016 : La Bête curieuse (telefilm) de Laurent Perreau (coguionista)
- 2017 : Les Hommes du feu de Pierre Jolivet (col·laboració en el guió)
- 2018 : L'Apparition de Xavier Giannoli (coguionista)
- 2019 : Mais vous êtes fous d'Audrey Diwan (coguionista)
- 2019 : Une île (mini-sèrie de televisió) de Julien Trousselier (coguionista)
- 2020 : Adieu les cons d'Albert Dupontel (col·laboració en el guió)
- 2021 : Suprêmes d'Audrey Estrougo (coguionista)
- 2021 : De son vivant d'Emmanuelle Bercot (coguionista)
- 2021 : Robuste de Constance Meyer (col·laboració en el guió)
- 2021 : L'Evénement d'Audrey Diwan (coguionista)
- 2021 : À l'ombre des filles d'Étienne Comar (col·laboració en el guió)
- 2022 : Tant que le soleil frappe de Philippe Petit (coguionista)
- 2022 : L'Établi de Mathias Gokalp (coguionista)
- 2022 : Adieu Paris d'Édouard Baer (coguionista)
- 2022 : Revoir Paris d'Alice Winocour (col·laboració en el guió)
- 2023 : Second tour d'Albert Dupontel (col·laboració en el guió)
- 2023 : Le Médium d'Emmanuel Laskar (col·laboració en el guió)
- 2024 : Vingt Dieux de Louise Courvoisier (col·laboració en el guió)
- 2024 : Fotogenico d'ella mateixa i Benoit Sabatier (coguionista)

### Com a directora
- 2010 : Tant qu'il y aura de la poussière, codirigida amb Andrès Jarach (migmetratge documental)
- 2011 : Quand j'étais gothique (curtmetratge)
- 2015 : Le Moral des troupes, codirigida amb Benoît Sabatier
- 2016 : Amore synthétique, codirigida amb Benoît Sabatier
- 2020 : Jo Wedin & Jean Felzine : Jamais envie de, codirigida amb Benoît Sabatier (clip)
- 2024 : Fotogenico, codirigida amb Benoit Sabatier[3]

## Distincions

### Premis
- Lutins del curtmetratge 2002 : millor guió per  Candidature d'Emmanuel Bourdieu
- 59è Festival Internacional de Cinema de Canes : Premi SACD de la Setmana de la Crítica per Les Amitiés maléfiques d'Emmanuel Bourdieu
- Festival de cinema independent de París 2015: Premi del jurat a la millor pel·lícula de baix pressupost per Le Moral des troupes codirigida amb Benoît Sabatier

### Nominacions
- César 2016 : César al millor guió original per La Tête haute d'Emmanuelle Bercot.[4]
- César 2022 : César a la millor adaptació per L'Evénement[5]